# موس لیک (مینه‌سوتا)
موس لیک، مینه‌سوتا (به انگلیسی: Moose Lake, Minnesota) یک شهر در ایالات متحده آمریکا است، که در شهرستان کارلتون، مینه‌سوتا واقع شده‌ است.

## خصوصیات
موس لیک ۹٫۴۸ کیلومترمربع مساحت و ۲٬۷۵۱ نفر جمعیت دارد و ۳۲۳ متر بالاتر از سطح دریا واقع شده‌است.